# Pseudohatschekia branchiostegi
Pseudohatschekia branchiostegi is een eenoogkreeftjessoort uit de familie van de Pseudohatschekiidae. De wetenschappelijke naam van de soort is voor het eerst geldig gepubliceerd in 1939 door Yamaguti.